# ルーカス・ファリアス・ゴメス
ルーカス・ファリアス・ゴメス（Lucas Farias Gomes、1994年8月18日 - ）は、ブラジル・サンパウロ出身のサッカー選手。現在は無所属。ポジションはDF（右サイドバック）。

## クラブ歴
2012年にサンパウロFCで初出場。翌年にはスルガ銀行チャンピオンシップ参加メンバーとして来日している。2014年に下部組織からトップチームに昇格した。その後ボアEC、クルーベ・ナウチコ・カピバリベ、GDエストリル・プライアに期限付き移籍した。
2018年にカンピオナート・ブラジレイロ・セリエBのECサンベントに完全移籍。
2019年2月7日、USLチャンピオンシップのインディ・イレヴンへ加入することが発表された。2019シーズン前半で13試合に出場したが、9月に膝を負傷し戦線を離脱。翌年1月30日にクラブを退団した。

## タイトル
ブラジル U-20
- トゥーロン国際大会 : 2013